# Aksarka
Aksarka (Russisch: Аксарка; Nenets: Хоя'-Сале; Choja'-Sale) is een plaats (posjolok) en haven aan de zuidoostelijke oever van de benedenloop van de Ob in het autonome district Jamalië van de Russische oblast Tjoemen. Het is het bestuurlijk centrum van het Jamalische district Prioeralski en ligt op 55 kilometer ten oosten van Salechard. De plaats werd tussen 1930 en 1932 gesticht door migranten uit de Zuidelijke Oeral en Centrale Oeral. Het aantal inwoners steeg van 2365 in 1989 via 2569 in 2002 tot 3133 in 2010.
In de plaats bevinden zich een visfabriek (door het instorten van de handel meer een visopslagplaats geworden) en een cultureel centrum voor de "noordelijke volken". De plaats heeft een busverbinding met Salechard.